# 잔카를로 마로키
잔카를로 마로키,OMRI 기사장(이탈리아어: Giancarlo Marocchi dʒaŋˈkarlo maˈrɔkki[*], 1965년 7월 4일, 에밀리아-로마냐 주 이몰라 ~)는 이탈리아의 전 축구 선수로, 현역 시절 중앙 미드필더로 활약했다. 그는 현역 시절 대부분을 유벤투스에서 보내며 1번의 작은 방패, 2번의 코파 이탈리아, 1번의 챔피언스리그, 그리고 2번의 UEFA컵우승했다. 그는 고향 볼로냐에 2번 나누어서 활약하기도 했다. 마로키는 국제 경기에서 이탈리아를 대표했고, 안방에서 3위의 성적을 거둔 1990 월드컵에도 선수단 일원으로 참가했다.

## 클럽 경력
볼로냐 유소년부를 졸업한 마로키는 볼로냐에서 1982년부터 1988년까지, 또 1996년에서 2000년까지 활약했다. 그는 18년 동안 프로 선수로서 500번의 리그 경기에 출전해 33골을 넣었다. 이 중 볼로냐 소속으로 287번(18골), 그리고 유벤투스 소속으로 213번(15골) 출전했다. 그는 이중 세리에 A에서 329번 출전해 20골을 기록했다. 그는 볼로냐 1기에 세리에 B를 1987-88 시즌에 우승해 세리에 A 승격을 이룩했다. 그는 볼로냐에 1996년 복귀하여 1998년 인터토토컵을 우승했고, 마로키는 주장 완장을 로베르토 바조로부터 물려받았다. 그는 볼로냐의 리그 8위 성적에 보탰고, UEFA컵 진출권을 손애 넣어 이어지는 UEFA컵에서 준결승전까지 올랐지만, 마르세유에 패하고 본인도 퇴장당해 4경기 출장 정지 징계를 받았다. 그는 볼로냐의 1998-99 시즌 코파 이탈리아 준결승전에도 일조했다. 유벤투스 소속으로, 마로키는 성공적인 8년을 보냈는데, 붙박이 주전 디노 초프, 마이프레디, 그리고 트라파토니 감독으로 구성된 선수단 일원으로 10번을 1989-90 시즌에 착용하기도 했으나, 트라파토니와 리피는 그를 말년에 그리 많은 출전 기회를 주지 않았다. 그는 유벤투스 소속으로 코파 이탈리아, 그리고 1990년 UEFA컵, 1993년 UEFA컵, 1995년 작은 방패- 코파 이탈리아 2관왕, 그리고 마지막 해인 1996년의 수페르코파 이탈리아나 및 챔피언스리그 우승을 경험했다. 그는 2000년을 끝으로 프로 무대에서 은퇴했다.

## 국가대표팀 경력
마로키는 1988년부터 1991년까지 이탈리아 국가대표팀에서 11경기 출전했고, 아첼리오 비치니는 1990년 월드컵에 참가할 이탈리아 선수단에 그의 이름을 올렸고, 이탈리아는 안방에서 벌어진 이 대회에서 준결승전까지 올라가 3위의 성과를 냈다. 그러나, 그는 주세페 잔니니, 니콜라 베르티, 그리고 카를로 안첼로티 등의 중원 자원의 존재로 인해 이 대회에 1경기도 출전하지 못했다. 그는 2-0으로 이긴 1988년 12월 22일, 스코틀랜드전에서 신고식을 벌였고, 1991년 2월 13일에 테르니에서 0-0으로 비긴 벨기에와의 경기를 끝으로 추가로 출전하지 못했다.

## 은퇴 후
프로 무대 은퇴 후, 마로키는 친정 볼로냐의 단장을 맡았고, 다수 경영 역할 자리를 맡았다. 그는 스카우트로도 근무하며 감독, 그리고 유소년 선수들을 불러들였다. 그는 현재 이탈리아 방송사 스카이 스포츠 (이탈리아)스카이 스포츠 이탈리아에서 텔레비전 평론가로 근무하고 있다.

## 경기 방식
역동적이고, 재능 있으며, 근면한 중앙 혹은 광역 미드필더로, 비록 가장 창의적인 선수까지는 아니나, 마로키는 꾸준함과 수비를 무너뜨리고 상대를 훼방하는 경기 방식은 물론 공을 회수한 후아군의 공격 전개에도 유능했다.

## 수상

### 클럽
유벤투스
- 세리에 A: 1994–95
- 코파 이탈리아: 1989–90, 1994–95
- 챔피언스리그: 1995–96
- UEFA컵: 1989–90, 1992–93

볼로냐
- 세리에 B: 1987–88
- 인터토토컵: 1998

### 국가대표팀
이탈리아
- 월드컵 3위: 1990

### 서훈s
-  이탈리아 공화국 공로장: 5등급 / 기사장: 1991